# 廖步云
廖步云（1914年—2008年），男，福建武平人，中华人民共和国军事人物，中国人民解放军少将，曾任四川省军区政治委员，成都军区后勤部顾问。